# San-Lorenzo
San-Lorenzo (korziško San Lurenzu) je naselje in občina v francoskem departmaju Haute-Corse regije - otoka Korzika. Leta 2011 je naselje imelo 142 prebivalcev.

## Geografija
Kraj leži v osrednjem delu otoka Korzike ob meji z naravnim regijskim parkom Korziko, 67 km jugozahodno od središča Bastie.

## Uprava
Občina San-Lorenzo skupaj s sosednjimi občinami Aiti, Alando, Altiani, Alzi, Bustanico, Cambia, Carticasi, Castellare-di-Mercurio, Erbajolo, Érone, Favalello, Focicchia, Giuncaggio, Lano, Mazzola, Pancheraccia, Piedicorte-di-Gaggio, Pietraserena, Rusio, Sant'Andréa-di-Bozio, Santa-Lucia-di-Mercurio, Sermano in Tralonca sestavlja kanton Bustanico s sedežem v Bustanicu. Kanton je sestavni del okrožja Corte.